# Raná (district de Louny)
Pour les articles homonymes, voir Rana.
Raná (en allemand : Rannay) est une commune du district de Louny, dans la région d'Ústí nad Labem, en République tchèque. Sa population s'élevait à 256 habitants en 2021.

## Géographie
Raná se trouve à 7 km au nord-ouest de Louny, à 34 km au sud-ouest d'Ústí nad Labem et à 60 km au nord-ouest de Prague.

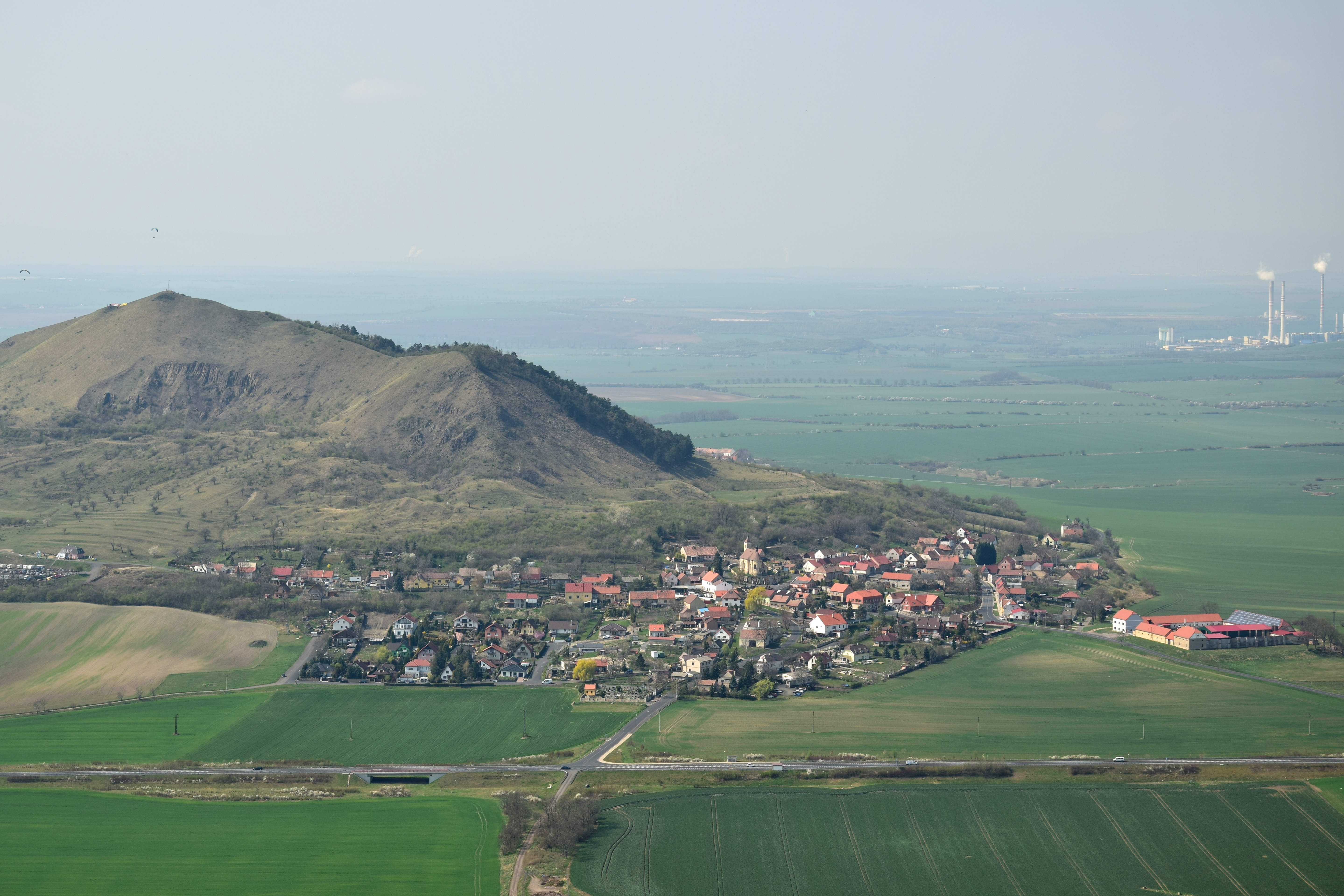
Le village de Raná au pied du mont Raná (457 m).

La commune est limitée par Bečov et Bělušice au nord, par Libčeves au nord-est, par Chraberce à l'est, par Louny, Dobroměřice et Lenešice au sud, et par Břvany à l'ouest.

## Histoire
La première mention du village date de 1335.

## Transports
Par la route, Raná se trouve à 7 km de Louny, à 48 km d'Ústí nad Labem et à 70 km de Prague.